# Iwan Rheon

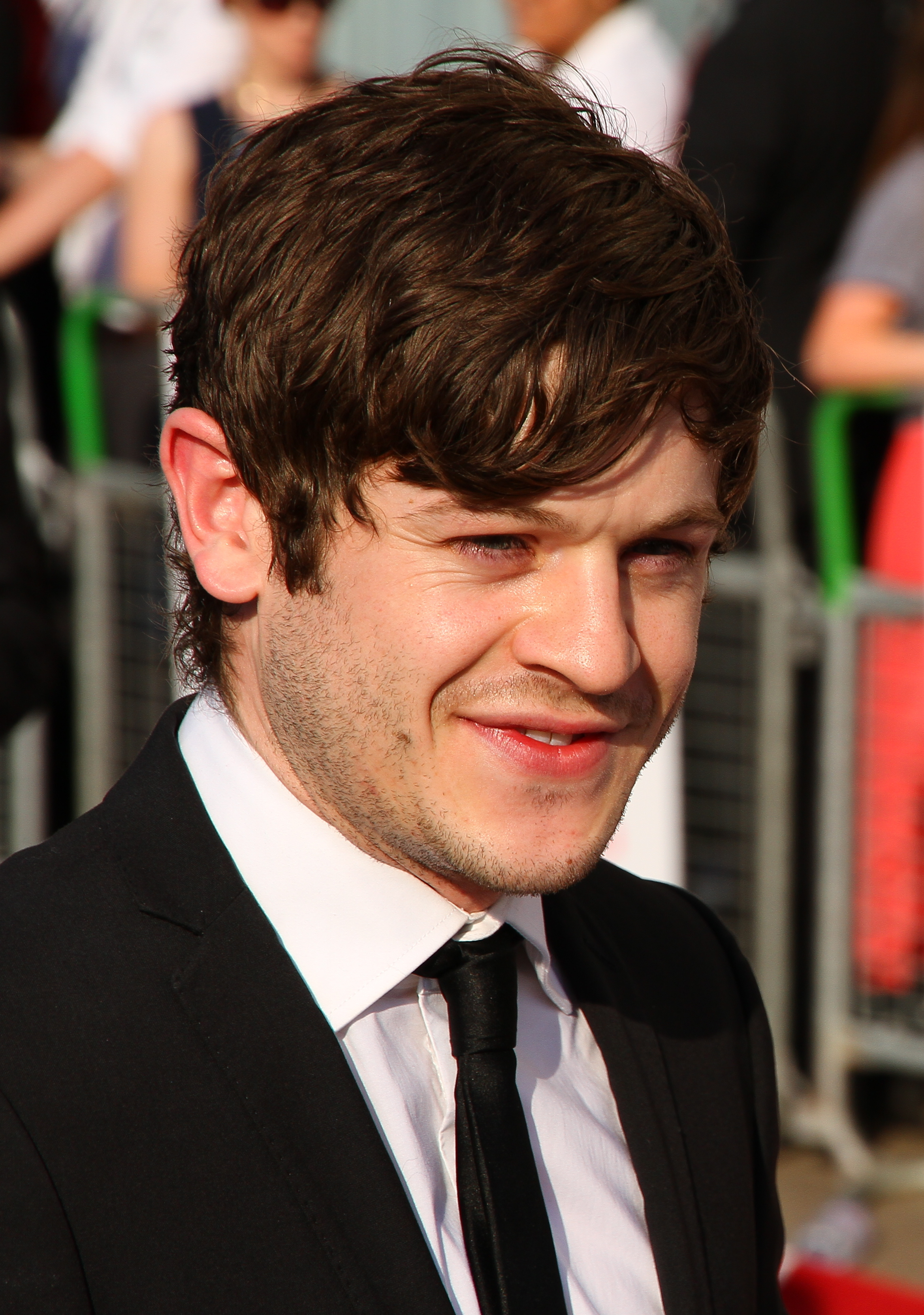
Iwan Rheon in 2012

Iwan Rheon (Carmarthen, 13 mei 1985) is een Welsh acteur en zanger.

## Biografie
Rheon werd geboren in Carmarthen, Carmarthenshire. Toen hij vijf jaar oud was verhuisde zijn gezin naar Cardiff, South Glamorgan. Rheon studeerde onder andere aan het London Academy of Music and Dramatic Art.

## Carrière
Op zijn zeventiende begon Rheon te acteren in de Welshe soap Pobol Y Cwm, maar verliet deze om in Londen te gaan studeren.
In 2008 werd hij gecast in de rock-musical Spring Awakening waar hij speelde van januari tot mei 2009. Vlak daarna begon hij te acteren in de televisieserie Misfits tot in december 2011.
Sinds 2012 speelde hij Ramsay Bolton in de fantasy-televisieserie Game of Thrones van HBO.
Sinds 2017 is de acteur te zien in serie Riviéra. Deze thrillerserie van Sky Atlantic wordt in Nederland uitgezonden door het ondemandplatform Videoland. In 2017 speelde Rheon de rol van Maximus in Marvel televisieserie Inhumans.
- Biblioteca Nacional de España: XX5138104
- Bibliothèque nationale de France: cb16552836k (data)
- Gemeinsame Normdatei: 102090853X
- International Standard Name Identifier: 0000 0001 3924 2814
- Library of Congress Control Number: no2013083596
- MusicBrainz: b685894b-3f8e-4d7d-a79d-e1d01eeb4c69
- Nederlandse Thesaurus van Auteursnamen: 337146365
- Système universitaire de documentation: 261937367
- Virtual International Authority File: 187448006
- WorldCat: E39PBJdh4jG4TTBbfHVwhwgdwC